# Émile Loubet
Émile François Loubet (phát âm tiếng Pháp: [emil lubɛ] (30 tháng 12 năm 1838 - 20 tháng 12 năm 1929) là một nhà chính trị Pháp. Ông là thủ tướng Pháp, là tổng thống Đệ tam cộng hòa Pháp từ ngày 18 tháng 2 năm 1899 đến ngày 18 tháng 2 năm 1906. Ông thuộc Đảng Cánh tả. Ông có bằng tiến sĩ luật năm 1863.
Ông kết hôn với Marie Louis Picard năm 1869.

## Đầu đời
Loubet sinh ngày 30 tháng 12 năm 1838, là con trai của một chủ sở hữu nông dân và thị trưởng của Marsanne (Drôme).  Được nhận vào quán bar Paris năm 1862, ông lấy bằng tiến sĩ luật vào năm sau. Ông vẫn còn là một sinh viên khi chứng kiến chiến thắng vang dội của đảng Đảng Cộng hòa tại Paris trong cuộc tổng tuyển cử năm 1863, trong Đế chế Pháp thứ hai.  Ông ổn định với công việc của mình trong Montélimar, nơi vào năm 1869, ông kết hôn với Marie-Louise Picard. Ông cũng được thừa kế một điền trang nhỏ tại Grignan.